# Cerro Peró
Cerro Peró ou Cerro Tres Kandú (Perõ ou Tres Kandu na língua guarani) é um morro e o ponto mais alto do Paraguai, com 842 metros de altitude, e está localizado no Departamento de Guairá.